# Один насладился, другой расплатился
«Один насладился, другой расплатился» — фарсовая комедия 1913 года, снятая режиссёром Яковом Протазановым. Фильм сохранился не полностью.
В 2014 году он был выбран для участия в ретроспективе работ Протазанова на Фестивале немого кино в Порденоне (Италия).

## Сюжет
Сюжет заимствован из иностранного фарса.
Юная Шушу живёт на содержании богатого мужчины многим старше неё. Неожиданная ссора из-за её отказа оплачивать новое платье на время отстраняет их друг от друга. Тут-то она и знакомится с очаровательным повесой Вово, живущим, как и она, за чужой счёт (как правило, не обременённых недостатком финансовых средств вдовушек). Во время их очередного свидания явился старик, но Шушу выдала нового любовника за своего портного и заставила старого заплатить за её платье, а также 200 рублей сверху.

## В ролях
- Вера Чарова — Шушу
- Владимир Кригер — богатый старик
- Владимир Торский — Вово

## Восприятие
Сергей Кудрявцев отметил «очень вкусное» название фильма. Ростислав Юренев назвал картину «двусмысленным фарсом». Красноречивость названия отмечали также Сергей Лаврентьев и  Юрий Богомолов. Пётр Багров, говоря о в целом невысоком уровне русских комедий 1910-х, признаёт, что и «Один насладился, другой расплатился» на их фоне ничем не выделяется  в лучшую сторону. Невысокого мнения о картине остался Фёдор Раззаков.